# Ensemble Ictus

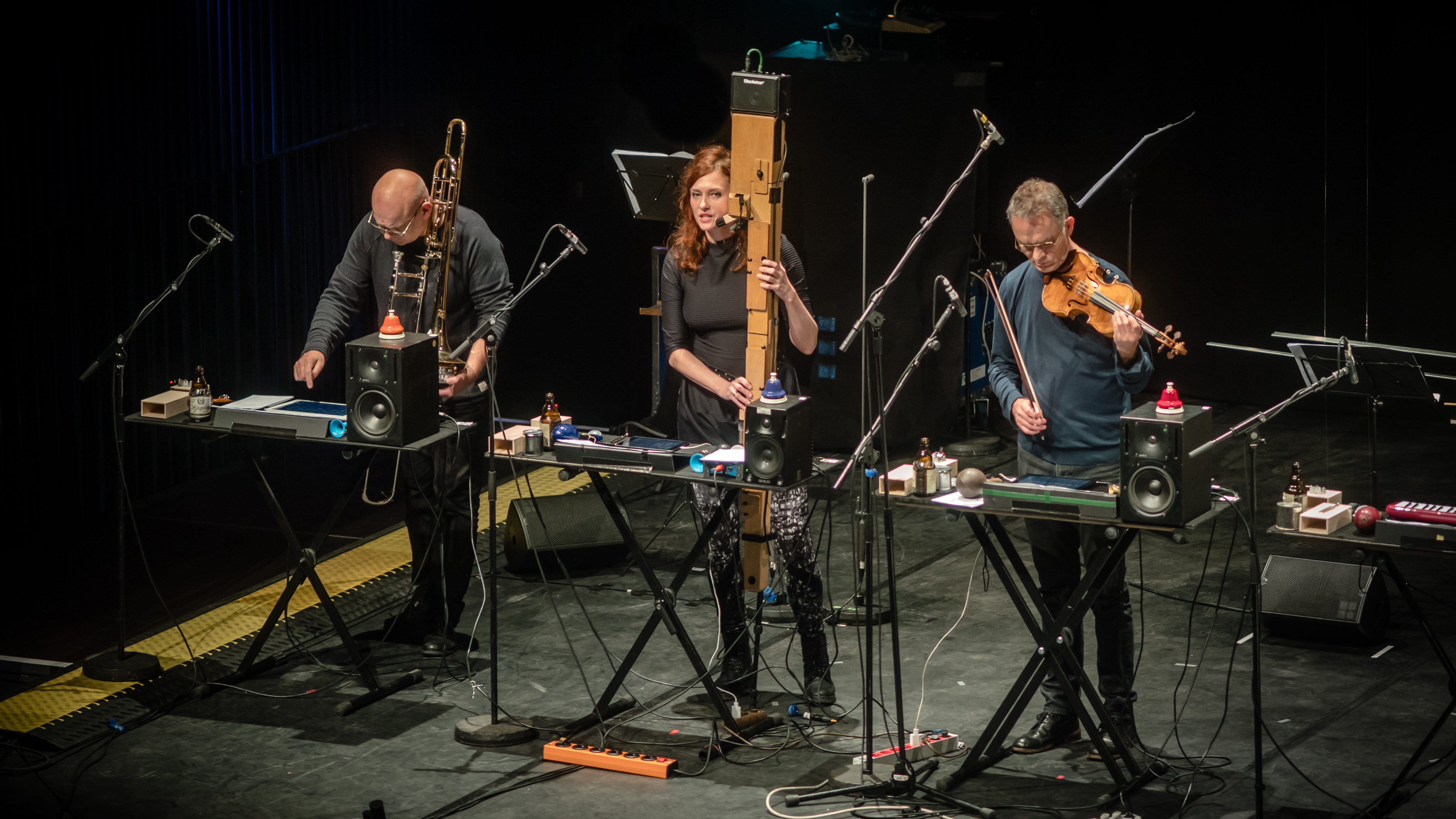
3 membres de l'Ensemble Ictus

Pour l’article homonyme, voir Ictus (homonymie).
Pour l’article ayant un titre homophone, voir Ichtus (homonymie).
 (septembre 2021).
L'Ensemble Ictus est un ensemble de musique contemporaine installé depuis 1994 à Bruxelles, dans les locaux de la compagnie Rosas d'Anne Teresa De Keersmaeker.

## Historique
Le répertoire d'Ictus embrasse un large spectre stylistique (de Georges Aperghis à Steve Reich, de Fausto Romitelli à Tom Waits, de François Sarhan à Riccardo Nova) mais chacune de ses représentations propose une logique d'écoute cohérente : concerts thématiques (la transcription, l'ironie, Drones, Candid Music...), concerts commentés, productions scéniques (opéras, soirées radio, tours de chant).
Ictus propose chaque année, en collaboration avec le Palais des Beaux-Arts de Bruxelles et le Kaaitheater, une série de concerts qui rencontrent un public large et varié. Depuis 2004, l'ensemble est parallèlement en résidence à l'Opéra de Lille.
Ictus a ouvert une plateforme pédagogique pour interprètes (sous formes d'ateliers) et compositeurs (sous forme d'une bourse de deux ans) et développé une collection de disques, riche d’une quinzaine de titres. La plupart des grandes salles et les meilleurs festivals l’ont déjà accueilli (Festival Musica de Strasbourg, Witten, Brooklyn Academy of Music, Festival d'automne à Paris, Ars Musica Bruxelles, Royaumont, Milano Musica, Wien Modern...).
Ictus joue en direct la musique des chorégraphies d'Anne Teresa De Keersmaeker, notamment les compositions de Steve Reich comme Drumming pour Drumming, Music for 18 Musicians pour Rain , ou Dance Patterns (création mondiale de la pièce par Ictus) pour Counter Phrases.
En 2014, l'Ensemble Ictus reçoit l'Octave de la musique dans la catégorie « Musique contemporaine » pour l’enregistrement de Laborintus II de Luciano Berio dirigé par Georges-Élie Octors.

## Membres
(mars 2024).
- Miquel Bernat, percussion
- Géry Cambier, contrebasse, percussion
- Geert De Bièvre, violoncelle
- Aurélie Entringer, alto
- François Deppe, violoncelle, conseiller
- Dirk Descheemaeker, clarinette
- Jean-Luc Fafchamps, clavier
- Annie Lavoisier, harpe
- Dirk Noyen, basson
- Gerrit Nulens, percussion
- Georges-Elie Octors, direction musicale
- Alain Pire, trombone
- Jean-Luc Plouvier, claviers, coordination artistique
- Tom Pauwels, guitare, coordination artistique
- Philippe Ranallo, trompette
- Jeroen Robbrecht, alto
- Bruce Richards, cor
- Michael Schmid, flûte
- Igor Semenoff, violon
- Piet Van Bockstal, hautbois
- George van Dam, violon

## Discographie sélective
- Fausto Romitelli / Paolo Pachini : An index of metals, Cyprès, CYP5622
- Georges Aperghis / Peter Szendy : Avis de Tempête, Cyprès, CYP5621
- Fausto Romitelli : Professor Bad Trip, Cyprès, CYP5620
- Steve Reich : Drumming, Cyprès, CYP5608
- Terry Riley : In C, Cyprès 5601.
- Jonathan Harvey : Wheel of Emptiness, Cyprès, CYP5604
- Georges Aperghis : Die Hamletmaschine-Oratorio, Cyprès, CYP5607
- Jean-Luc Fafchamps : Melencholia si..., Sub Rosa, Unclassical, SR179
- Benoît Mernier : Les Idées heureuses, Cyprès, CYP4613
- Martin Matalon : ...de tiempo y de arena..., Accord 476 070-2
- Luciano Berio : Laborintus II